# Round Midnight
Round Midnight (prt: À Volta da Meia-Noite; bra: Por Volta da Meia-Noite) é um filme de drama dos Estados Unidos e França de 1986, realizado por Bertrand Tavernier.

## Elenco
- Dexter Gordon como Dale Turner[1]
- François Cluzet como Francis Borier[1]
- Gabrielle Haker como Berangere[1]
- Sandra Reaves-Phillips como "Buttercup"[1]
- Lonette McKee como Darcey Leigh[1]
- Christine Pascal como Sylvie[1]
- Herbie Hancock como Eddie Wayne[1]
- Bobby Hutcherson como "Ace"[1]
- Pierre Trabaud como pai de Francis[1]
- Frédérique Meininger como mãe de Francis[1]
- Liliane Rovere como  Madame Rainha[1]
- Hart Leroy Bibbs como Hershell[1]
- Arthur French como Booker[1]
- Ron Carter como Baixo[1]
- Phillipe Noiret como Redon[1]
- Martin Scorsese como Goodley[1]

## Prémios e nomeações
- Óscar de Melhor Banda Sonora em 1986 e indicado ao Oscar de Melhor Ator (Dexter Gordon)[1][6]
- Indicado ao Globo de Ouro nas categorias Melhor Ator em Drama (Dexter Gordon) e Banda Sonora (Herbie Hancock)[7]
- Indicado ao BAFTA na categoria Banda Sonora (Herbie Hancock)[8]